# Ridott
Ridott és una població dels Estats Units a l'estat d'Illinois. Segons el cens del 2000 tenia 158 habitants.

## Demografia
Segons el cens del 2000, Ridott tenia 159 habitants, 62 habitatges, i 47 famílies. La densitat de població era de 613,9 habitants/km².
Dels 62 habitatges en un 35,5% hi vivien nens de menys de 18 anys, en un 71% hi vivien parelles casades, en un 4,8% dones solteres, i en un 22,6% no eren unitats familiars. En el 17,7% dels habitatges hi vivien persones soles el 9,7% de les quals corresponia a persones de 65 anys o més que vivien soles. El nombre mitjà de persones vivint en cada habitatge era de 2,56 i el nombre mitjà de persones que vivien en cada família era de 2,94.
Per edats la població es repartia de la següent manera: un 25,8% tenia menys de 18 anys, un 4,4% entre 18 i 24, un 32,1% entre 25 i 44, un 24,5% de 45 a 60 i un 13,2% 65 anys o més.
L'edat mediana era de 40 anys. Per cada 100 dones de 18 o més anys hi havia 103,4 homes.
La renda mediana per habitatge era de 41.875 $ i la renda mediana per família de 46.042 $. Els homes tenien una renda mediana de 29.750 $ mentre que les dones 19.583 $. La renda per capita de la població era de 16.846 $. Cap de les famílies i el 2,9% de la població estaven per davall del llindar de pobresa.

## Poblacions més properes
El següent diagrama mostra les poblacions més properes.